# Marie Hackin

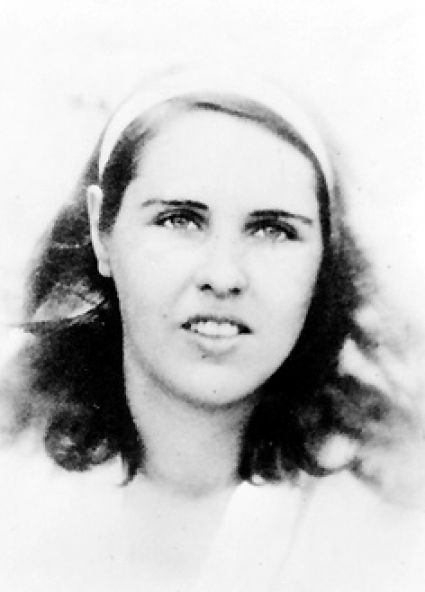
Marie Hackin

Marie Alice („Ria“) Hackin, geborene Parmentier (* 7. September 1905 in Rombas, damals Reichsland Elsaß-Lothringen; † 24. Februar 1941 bei den Färöer-Inseln), war eine französische Archäologin, die vor allem in Afghanistan forschte, sowie Mitglied der Freien Französischen Streitkräfte (FFL).

## Studium und archäologische Tätigkeit
Marie Parmentier, Tochter eines ursprünglich aus Luxemburg stammenden Vaters, studierte Archäologie an der École du Louvre und erhielt 1923 die französische Staatsbürgerschaft. An der École du Louvre lernte sie den wesentlich älteren Archäologen Joseph Hackin (1886–1941) kennen, der dort lehrte; das Paar heiratete im September 1928 und Marie wurde enge Mitarbeiterin ihres Mannes. Sie unternahmen zusammen im Rahmen der Délégation archéologique française en Afghanistan archäologische Untersuchungen in Afghanistan, in Bamiyan, dem Ort der berühmten Buddha-Statuen, sowie im nördlich von Kabul gelegenen Begram. Unterstützt wurden die beiden Hackins von dem Architekten Jean Carl.
Während der Ausgrabungen von 1937 unter Leitung von Joseph Hackin in Begram entdeckte Marie Hackin zwei vermauerte Kellerräume (Chantier 2, Kammern 10 und 13), die den Schatz von Begram enthielten. Er besteht überwiegend aus römischen Glasgefäßen höchster Qualität des 1. Jahrhunderts n. Chr., hellenistischen Gipsabdrücken sowie aus Elfenbeintafeln mit indischen Motiven, u. a. von Flussgöttern, die vermutlich aus dem 3. Jahrhundert stammen.

## Mitglied der Freien Französischen Streitkräfte und Tod
Bei Kriegsbeginn wurde Joseph Hackin zunächst als Offizier der französischen Gesandtschaft in Kabul reaktiviert. Am 6. Juli 1940 telegrafierte er General de Gaulle und trat den Freien Französischen Streitkräften (FFL) bei. Gemeinsam mit seiner Frau traf er über Bombay und den Seeweg im Oktober 1940 in London ein. Marie Hackin trat am 26. Dezember 1940 dem Corps des Voluntaires Françaises im Range eines Sous-Lieutenant bei und war dort Mitarbeiterin von Simonne Mathieu.
Anfang Februar 1941 beauftragte de Gaulle Joseph Hackin, die Interessen des Freien Frankreichs als Gesandter beim englischen Vizekönig in Indien zu vertreten. Das Ehepaar Hackin schiffte sich am 21. Februar 1941 in Liverpool an Bord des britischen Frachtdampfers Jonathan Holt mit Ziel Westafrika ein, um von dort nach Indien zu gelangen. Das Schiff fuhr in einem Geleitzug, der durch deutsche U-Boote angegriffen wurde. Die Jonathan Holt sank durch einen Torpedo von U 97; beim Untergang des Schiffs kamen Ria und Joseph Hackin ums Leben.

## Ehrungen
Joseph und Marie Hackin erhielten posthum den durch General de Gaulle geschaffenen Ordre de la Libération zugesprochen, der nur an 1038 Personen verliehen wurde, darunter sechs Frauen. Diese Personen tragen den Titel „Compagnons de la Libération“. Marie wurde zusätzlich mit dem Croix de guerre mit einem Palmenzweig geehrt. Die „Compagnons de la Libération“ sind im Museum des Ordens, dem Musée de l’Ordre de la Libération im Hôtel des Invalides in Paris, namentlich aufgeführt.
Im Jahre 1961 erhielt eine Straße im 16. Arrondissement von Paris den Namen Rue Joseph-et-Marie-Hackin.
1987 veranstaltete das Musée d’Histoire et d’Art in Luxemburg eine Gedächtnisausstellung für das Ehepaar unter dem Titel Joseph et Ria Hackin. Couple d’origine luxembourgeoise au service des arts asiatiques et de la France.

## Veröffentlichungen
- mit Joseph Hackin: Le site archéologiques de Bamyan. Guide du visiteur. Les édition d’art et d’histoire, Paris 1934.
  - deutsch: Bamian. Führer zu den buddhistischen Höhlenklöstern und Kolossalstatuen. Les édition d’art et d’histoire, Paris 1939.
- mit Joseph Hackin: Recherches archéologiques à Begram: chantier n° 2 (1937) (= Mémoires de la délégation archéologique française en Afghanistan Bd. 9). Les Éditions d’art et d’histoire, Paris 1939.
- mit Ahmad Ali Kohzad: Légendes et coutumes afghanes (= Publications du Musée Guimet. Bibliothèque de diffusion Bd. 60). Presses Universitaires de France, Paris 1953.
- mit Joseph Hackin: Nouvelles recherches archéologiques à Begram, ancienne Kâpici, 1939–1940 (= Mémoires de la Délégation archéologique française en Afghanistan Bd. 11). Presses Universitaires de France, Paris 1954.